# Shanyder Borgelin
Shanyder Antonio Borgelin (Margate, 19 ottobre 2001) è un calciatore haitiano con cittadinanza statunitense, attaccante del Bhayangkara.

## Carriera

### Club
Cresciuto nel settore giovanile del Philadelphia Union, il 5 aprile 2019 ha firmato un contratto con il Bethlehem Steel, in seguito rinominato in Philadelphia Union II.
Nel febbraio 2022 è stato acquistato a titolo definitivo dall'Inter Miami che lo ha assegnato alla sua seconda squadra per la neonata MLS Next Pro. È stato promosso in prima squadra ad inizio 2023, ed ha debuttato il 26 febbraio nell'incontro di Major League Soccer vinto 2-0 contro il CF Montréal, dove ha trovato anche la sua prima rete.
Il 16 agosto 2023 è stato prestato al New Mexico Utd.

### Nazionale
Ha giocato nella nazionale haitiana Under-20.
Il 1º settembre 2019 ha debuttato con la nazionale haitiana disputando l'amichevole contro il Bahrein persa 6-1.

## Statistiche

### Presenze e reti nei club
Statistiche aggiornate al 18 novembre 2023.
| Stagione        | Squadra               | Campionato      | Campionato | Campionato | Coppe nazionali | Coppe nazionali | Coppe nazionali | Coppe continentali | Coppe continentali | Coppe continentali | Altre coppe | Altre coppe | Altre coppe | Totale | Totale | Totale |
| Stagione        | Squadra               | Comp            | Pres       | Reti       | Comp            | Pres            | Reti            | Comp               | Pres               | Reti               | Comp        | Pres        | Reti        | Pres   | Reti   |        |
| --------------- | --------------------- | --------------- | ---------- | ---------- | --------------- | --------------- | --------------- | ------------------ | ------------------ | ------------------ | ----------- | ----------- | ----------- | ------ | ------ | ------ |
| 2019            | Bethlehem Steel       | USL             | 23         | 1          |                 | -               | -               |                    | -                  | -                  |             | -           | -           | 23     | 1      |        |
| 2020            | Philadelphia Union II | USL             | 2          | 0          |                 | -               | -               |                    | -                  | -                  |             | -           | -           | 2      | 0      |        |
| 2022            | Inter Miami II        | MNP             | 23         | 14         |                 | -               | -               |                    | -                  | -                  |             | -           | -           | 23     | 14     |        |
| 2023            | Inter Miami II        | MNP             | 3          | 0          |                 | -               | -               |                    | -                  | -                  |             | -           | -           | 3      | 0      |        |
| 2023            | Inter Miami           | MLS             | 10         | 1          | USCup           | 3               | 1               |                    | -                  | -                  | LC          | 0           | 0           | 13     | 2      |        |
| 2023            | New Mexico Utd        | USL             | 11         | 0          | USCup           | 0               | 0               |                    | -                  | -                  |             | -           | -           | 11     | 0      |        |
| Totale carriera | Totale carriera       | Totale carriera | 72         | 16         |                 | 3               | 1               |                    | -                  | -                  |             | 0           | 0           | 75     | 17     |        |

### Cronologia presenze e reti in nazionale
| Cronologia completa delle presenze e delle reti in nazionale ― Haiti | Cronologia completa delle presenze e delle reti in nazionale ― Haiti | Cronologia completa delle presenze e delle reti in nazionale ― Haiti | Cronologia completa delle presenze e delle reti in nazionale ― Haiti | Cronologia completa delle presenze e delle reti in nazionale ― Haiti | Cronologia completa delle presenze e delle reti in nazionale ― Haiti | Cronologia completa delle presenze e delle reti in nazionale ― Haiti | Cronologia completa delle presenze e delle reti in nazionale ― Haiti |
| Data                                                                 | Città                                                                | In casa                                                              | Risultato                                                            | Ospiti                                                               | Competizione                                                         | Reti                                                                 | Note                                                                 |
| -------------------------------------------------------------------- | -------------------------------------------------------------------- | -------------------------------------------------------------------- | -------------------------------------------------------------------- | -------------------------------------------------------------------- | -------------------------------------------------------------------- | -------------------------------------------------------------------- | -------------------------------------------------------------------- |
| 1-9-2021                                                             | Riffa                                                                | Bahrein                                                              | 6 – 1                                                                | Haiti                                                                | Amichevole                                                           | -                                                                    | 69’                                                                  |
| 4-9-2021                                                             | Riffa                                                                | Haiti                                                                | 2 – 0                                                                | Giordania                                                            | Amichevole                                                           | -                                                                    | 72’                                                                  |
| 27-3-2022                                                            | Fort Lauderdale                                                      | Guatemala                                                            | 2 – 1                                                                | Haiti                                                                | Amichevole                                                           | -                                                                    | 86’                                                                  |
| 8-9-2023                                                             | San Cristóbal                                                        | Haiti                                                                | 0 – 0                                                                | Cuba                                                                 | CONCACAF Nations League 2023-2024 - Lega A                           | -                                                                    | 75’                                                                  |
| 13-9-2023                                                            | Kingston                                                             | Giamaica                                                             | 2 – 2                                                                | Haiti                                                                | CONCACAF Nations League 2023-2024 - Lega A                           | -                                                                    | 69’                                                                  |
| Totale                                                               |                                                                      | Presenze                                                             | 5                                                                    |                                                                      | Reti                                                                 | 0                                                                    |                                                                      |